# Lipotidae
Lipotidés
Famille
Les Lipotidae (Lipotidés) sont une famille de dauphins représentée par une seule espèce actuelle, le Dauphin de Chine (Lipotes vexillifer).
En 2007, le Dauphin de Chine aurait disparu totalement, à cause du trafic et de la pollution ; une expédition internationale n'a pu trouver aucun survivant de cette espèce dans son milieu, le fleuve Yangzi.

## Liste des genres et espèces
Selon le World Register of Marine Species (18 août 2023) et l'ITIS (18 août 2023) :
- Lipotes Miller, 1918
  - Lipotes vexillifer Miller, 1918 — Baiji ou Dauphin de Chine

Selon la Paleobiology Database (18 août 2023), The Taxonomicon (18 août 2023) et BioLib (18 août 2023) :
- Lipotes Miller, 1918
  - Lipotes vexillifer Miller, 1918
- † Parapontoporia Barnes, 1984
  - † Parapontoporia pacifica Barnes, 1984
  - † Parapontoporia sternbergi (Gregory & Kellogg, 1927)
  - † Parapontoporia wilsoni Barnes, 1985

Selon l'IRMNG (18 août 2023) :
- Lipotes
  - Lipotes vexillifer Miller, 1918
- † Prolipotes Zhou, Zhou & Zhao, 1984
  - † Prolipotes yujiangensis Farrington et al., 1984

## Publication originale
- (en) Kaiya Zhou, Wbijuan Qian et Yuemin Li, « Recent advances in the Study of the Baiji, Lipotes vexillifer », Journal of Nanjing Normal University,‎ 1978.